# Соколовский сельсовет (Иланский район)
Соколовский сельсовет - сельское поселение в Иланском районе Красноярского края.
Административный центр - село Соколовка.

## Население
| 2010 | 2012 | 2013 | 2014 | 2015 | 2016 | 2017 |
| ---- | ---- | ---- | ---- | ---- | ---- | ---- |
| 667  | ↘657 | ↘642 | ↘618 | ↘594 | ↘571 | ↗579 |

## Состав сельского поселения
В состав сельского поселения входят 4 населённых пункта:
| № | Населённый пункт | Тип населённого пункта       | Население |
| - | ---------------- | ---------------------------- | --------- |
| 1 | Богдановка       | деревня                      | 112       |
| 2 | Гремучая Падь    | деревня                      | 53        |
| 3 | Новосемёновка    | деревня                      | 98        |
| 4 | Соколовка        | село, административный центр | 404       |

## Местное самоуправление
Соколовский сельский Совет депутатов
Дата избрания: 14.03.2010. Срок полномочий: 5 лет. Количество депутатов: 8
Глава муниципального образования
- Романовский Михаил Иванович. Дата избрания: 14.03.2010. Срок полномочий: 5 лет